# Ernest d'Opava
Ernest d'Opava (allemand : Ernst von Troppau; tchèque : Arnošt Opavský; né vers 1415 † en 1464 avant le 8 juillet 1464) est un membre de la lignée des ducs d'Opava issus de la dynastie tchèque des Přemyslides. Il fut duc corégent d'Opava  (allemand : Troppau) de 1433 à 1461 et duc de Münsterberg (tchèque : Ziębice) de 1452 à 1454.

## Origine
Les parents d'Ernest sont Przemko Ier duc d'Opava et Catherine, la sœur de Jean, dernier duc Münsterberg/Ziębice en Silésie de la lignée des Piast.

## Règne
À la mort de son père le 28 septembre 1433, Ernest hérite conjointement avec  deux de ses frères; Venceslas II († 1446) et Guillaume († 1452) du duché d'Opava. Bien que leur père leur ait demandé d'être corégents en indivision les frères décident de partager leur duché en trois part.
En 1451, son frère Guillaume lui donne l'expectative du duché de Münsterberg qu'il avait par ailleurs reçu en 1443 en échange de son 1/3 du duché d'Opava de ce fait Guillaume détient désormais  2/3 d'Opava. Après la mort de Guillaume en 1452, le duché de Münsterberg revient en totalité à Ernest, conformément à l'accord de 1451. Ernest assume également la régence des enfants de Guillaume: Frédéric, Venceslas IV et Przemko. C'est à ce titre qu'il vend 2/3 du duché d'Opava au duc Bolko V d'Opole, après 1454. Le 8 mars 1456, il vend aussi le duché de Münsterberg à l'administrateur du royaume et futur roi de Bohême Georges de Poděbrady.
Bolko V meurt en 1460 et son frère et héritier Nicolas Ier duc d'Opole cède à son tour sa part de deux tiers d'Opava à Georges de Poděbrady. En 1464, Georges acquiert le tiers restant à Jean II, fils de Venceslas II, ces opérations sont à l'origine de l'accroissement de son influence politique e économique en Moravie et en Silésie. Ernest meurt en 1464 avant le 8 juillet, célibataire et sans postérité.